# 닭고기 국물

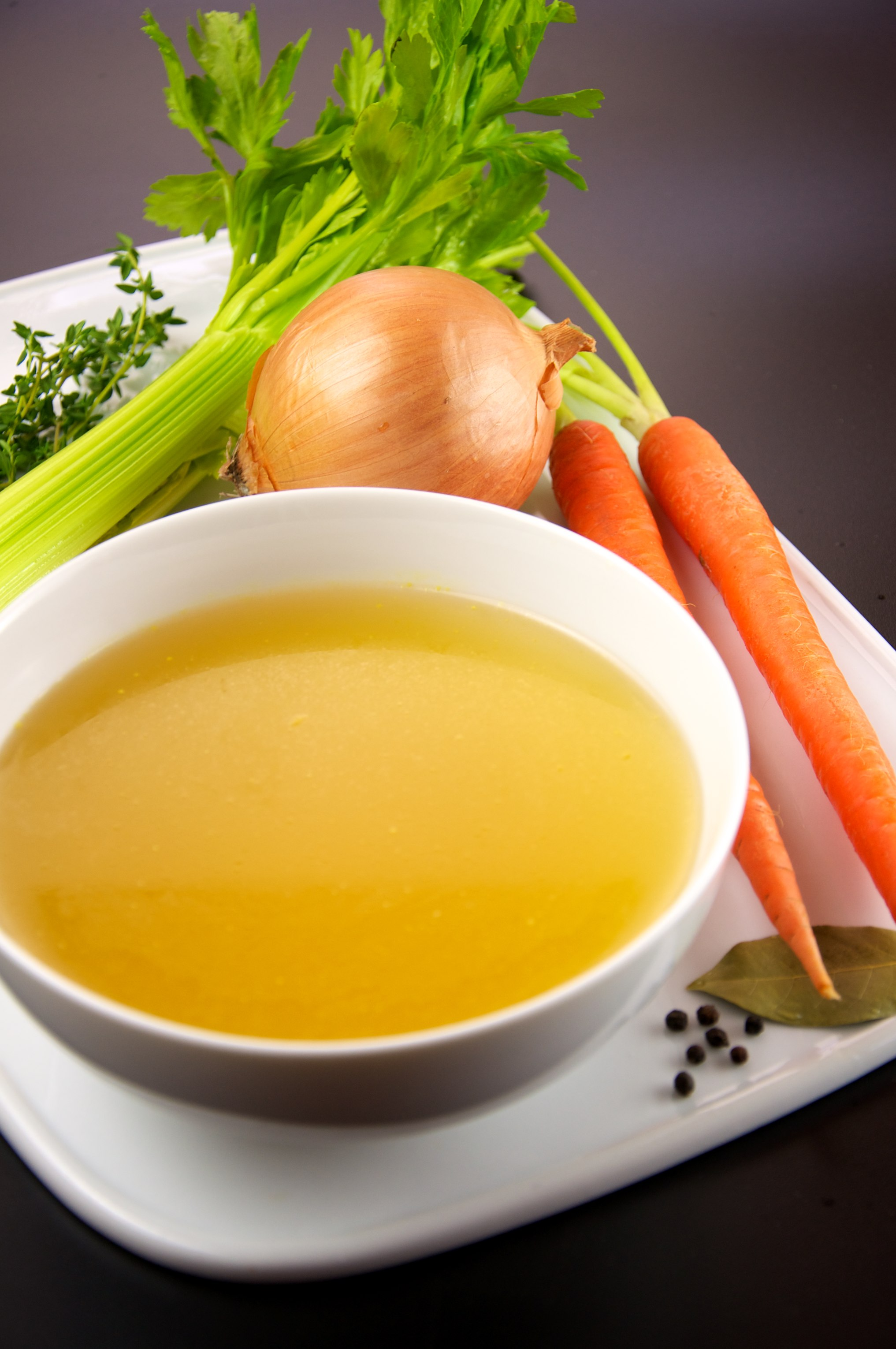
닭고기 국물

닭고기 국물은 닭고기를 삶아 낸 고기 국물이다. 밑국물로 쓸 때는 닭육수(-肉水)나 닭고기 육수(---肉水), 닭고기 밑국물(영어: chicken stock), 닭고기 맛국물로도 부른다. 영어 치킨 스톡(영어: chicken stock)으로도 알려져 있다. 구운 닭고기로 국물을 내기도 하며, 향신채와 향신료를 닭고기와 함께 넣어 국물을 내기도 한다. 뼈에 붙은 고기를 쓰거나, 뼈 없이 살코기만으로 국물을 낼 수 있으며, 닭뼈로만 뼈 국물을 내기도 한다. 맑은국으로 먹을 때는 닭고기 맑은국(영어: chicken broth)이라 부른다.
대량생산·판매되는 닭육수 가루나 국물 큐브 등을 물에 타서 만들기도 하며, 종이팩이나 병에 담아 파는 닭육수 제품도 있다.

## 같이 보기
- 쇠고기 국물